# Bergüner Schlitten

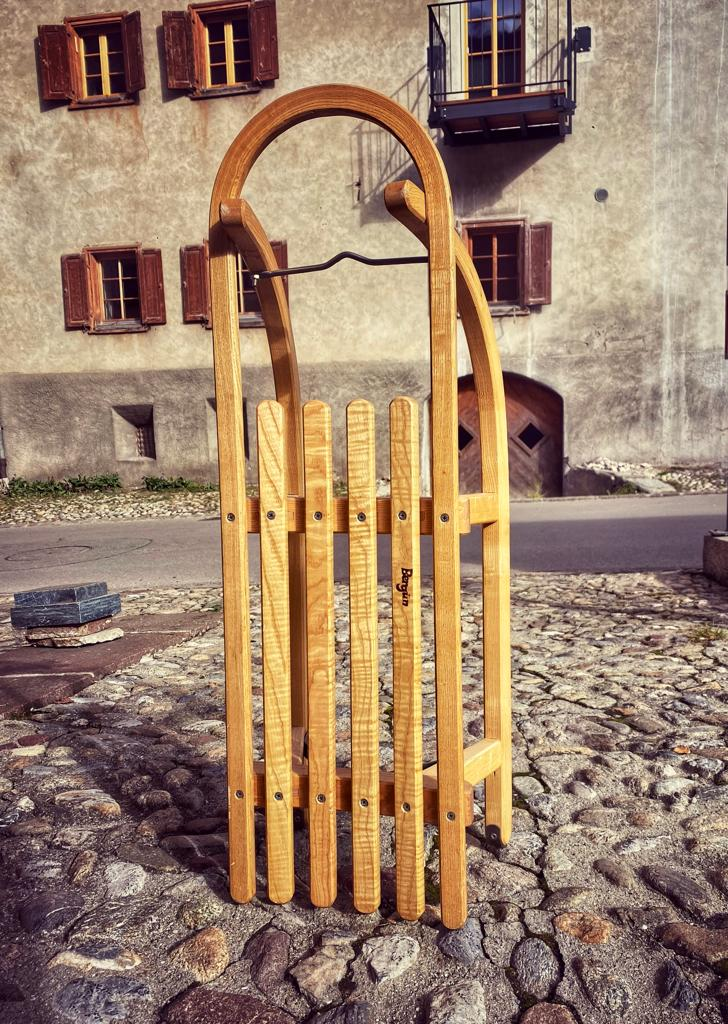
Bergüner Schlitten

Der Bergüner Schlitten ist eine Weiterentwicklung des Davoser Schlittens, der als Spezialschlitten für den Einsatz in der Rodelvermietung konstruiert wurde. Wie der Rodelschlitten ist der Bergüner Schlitten ein Wintersportgerät zur Fortbewegung im Schnee.

## Geschichte
Die Geschichte des Bergüner Schlittens ist eng mit der 1903 eröffneten Albulabahn im Schweizer Kanton Graubünden verbunden, die Bergün als beliebtes Ausflugsziel für den Wintertourismus geprägt hat. Wintergäste schätzen ab Anfang der 1970er vor allem die längste Naturschlittenbahn Europas, eine ehemalige Bobbahn, die auf einer Strecke von über sechs Kilometern auf der Albulapassstrasse von Preda nach Bergün führt. Damals wie heute können sich Rodler von der Rhätischen Bahn hoch nach Preda (1.800 Meter über dem Meer) fahren lassen, dort einen Schlitten mieten und anschliessend auf der Albula-Passstrasse bergab nach Bergün rodeln.
Der einsetzende Tourismusboom in der Schweiz ab Ende der 1970er-Jahre erforderte robuste Schlittentypen für den Dauereinsatz im Rodelverleih in Preda/Bergün, so dass 1984 der erste Spezialschlitten für die Vermietung, der typische Bergüner Schlitten von Christian Johannes Mark aus der Gemeinde Bergün entworfen wurde und zum Einsatz kam. Das Patent für den Spezialschlitten meldete der gelernte Sattler, zertifizierte Skilehrer und passionierte Rodelbauer sowie Familienunternehmer am 5. Januar 1984 an. Gebaut wurden die ersten Bergüner Schlitten in Serienfertigung von der Graf Holzwaren AG aus Sulgen im schweizerischen Kanton Thurgau und später von der Mark Sport AG aus Bergün als Modelle für Rodelverleiher und Betreiber von Bergbahnen weiterentwickelt.

## Konstruktion
Die Besonderheit des modifizierten Bergüner Schlittens im Vergleich zum klassischen Davoser Schlitten sind die vorne in einem Bogen durchgehenden Aussenleisten, wodurch sich ein Rundbogen als Abweiser – oder auch als hölzerne Stossstange – bei möglichen Kollisionen mit Banden (Holzwände auf der Rodelstrecke) ergibt und Verletzungsgefahren minimiert werden.
Während die Metallschienen beim Davoser Schlitten abgerundet sind, sorgen beim Bergüner Schlitten die ausgeprägten flacheren und angewinkelten Metallkufen für deutlich bessere Kurveneigenschaften und optimierte Lenkeigenschaften. Weitere Unterschiede sind die verstärkten Jochs (vorne und hinten), wodurch der Rodel ideal für den ständigen Gebrauch bei Rodelverleihern geeignet ist und mehr Fahrvergnügen für Freizeitrodler ermöglicht. Je nach Rodeltyp hat ein Bergüner Schlitten eine Länge von 80 cm, 100 cm oder 120 cm und kann ein bis zwei Personen Platz bieten.

## Belege
- Marie Gfeller: Die Entstehung eines Klassikers. In: swissinfo.ch. SWI, 20. Januar 2018, abgerufen am 5. September 2022.
- Gret Heer: Schlittenmarkt: Krummholz kriegt die Kurve. Handelszeitung, 1. Februar 2005, abgerufen am 9. August 2022.
- Christian John Mark: Geschichte der Mark Sport AG Bergün. Abgerufen am 17. Februar 2023.